# Pod prasą
Pod prasą – program publicystyczny nadawany od listopada 2007 do marca 2010 roku w TVP 1. Prowadzony był przez Tomasza Sakiewicza. 
Tymczasowo nie był emitowany od marca do grudnia 2009.
Program był emitowany w soboty o 8.15 (w ostatnim miesiącu nadawania w niedziele ok. 10.00) i trwał około 25 minut. Gospodarz zapraszał do programu trzech dziennikarzy i publicystów z różnych mediów, aby wspólnie skomentować najważniejsze wydarzenia polityczne mijającego tygodnia.